# Akara
L'àkàrà, mot de langue yoruba désignant le gâteau aux haricots, équivalent au kosai en langue haoussa et à l'acarajé [akaɾaˈʒɛ] en portugais, est un type de beignet à base de niébé ou de haricots à œil noir par le peuple Yoruba du Nigeria, du Bénin et du Togo. On le retrouve dans toutes les cuisines d'Afrique de l'Ouest, des Caraïbes et du Brésil. Le plat est traditionnellement rencontré dans l'État de Bahia, au nord-est du Brésil, en particulier dans la ville de Salvador. L'acarajé sert à la fois d'offrande religieuse aux dieux dans la religion Candomblé et de nourriture de rue. Le plat a été apporté par des citoyens nigérians réduits en esclavage d'Afrique de l'Ouest, et peut encore être trouvé sous diverses formes au Nigeria, au Bénin et au Togo.
L'akara est fabriqué à partir de haricots à œil noir pelés, lavés et moulus avec du poivre et d'autres assaisonnements préférés, puis battus pour les aérer et frits en boules dans de petites poêles.
L'acarajé brésilien est fabriqué à partir de pois de vache crus et moulus, assaisonnés de sel, de poivre et d'oignons hachés, moulés en forme de gros scone et frits dans du dendê dans une poêle de type wok devant les clients. Il est servi coupé en deux et farci de vatapá et de caruru - des pâtes épicées à base de crevettes, de noix de cajou moulues, d'huile de palme et d'autres ingrédients. Une version végétarienne est généralement servie avec des piments forts et des tomates vertes. L'acarajé peut également se présenter sous une deuxième forme appelée abará, où les ingrédients nutritifs sont cuits à la vapeur au lieu d'être frits.

## Étymologie
Àkàrà est un mot yoruba qui signifie « pâtisserie » ou le plat lui-même. Le terme brésilien « acarajé » dérive soit des combinaisons de mots yoruba « àkàrà » « (àkà) compter » « Ra » acheter (une pâtisserie ronde) et « je » (manger). Márcio de Jagun affirme que le mot est dérivé du yoruba àkàrà n'jẹ, ou « viens manger àkàrà » ; l'expression était utilisée pour interpeller les clients par les femmes qui vendaient des acarajé dans la rue.

## Histoire

### En Afrique
L'akara joue un rôle important dans la culture yoruba, car il est spécialement préparé lorsqu'une personne âgée (70 ans et plus) décède. Il est généralement préparé en grande quantité et distribué dans tous les foyers proches du défunt. L'akara était également préparé en grande quantité en signe de victoire, lorsque les guerriers revenaient victorieux de la guerre. Les femmes, en particulier les épouses des guerriers, devaient faire frire l'akara et le distribuer aux villageois.
L'akara, comme on l'appelle dans le sud-ouest du Nigéria, est une recette apportée au Brésil par les peuples esclaves de la côte ouest-africaine. Il est appelé « akara » par le peuple yoruba du sud-ouest du Nigéria et par les citoyens de la Sierra Leone, « kosai » par le peuple haoussa du Nigéria ou « koose » au Ghana et est un plat de petit-déjeuner populaire, mangé avec du millet ou du pudding de maïs. Au Nigéria, l'akara est généralement consommé avec du pain, de l'ogi (ou eko), un type de semoule de maïs à base de farine de maïs fine.
En Sierra Leone, l'akara est composé de farine de riz, de banane écrasée, de levure chimique et de sucre. Une fois mélangé, il est plongé dans l'huile à la main et frit, comme le puff-puff. Il est ensuite façonné en boule. L'akara est généralement préparé pour des événements comme le Pulnado (événement organisé à l'occasion de la naissance d'un enfant), un mariage, un enterrement ou une fête.

### Au Brésil
L'acarajé vendu dans la rue au Brésil est préparé à base de bœuf frit, de mouton, de crevettes séchées, d'amarante, de sauce fufu osun et de noix de coco. Aujourd'hui, à Bahia, au Brésil, la plupart des vendeurs de rue qui servent l'acarajé sont des femmes, facilement reconnaissables à leurs robes de coton entièrement blanches, à leurs foulards et à leurs casquettes. Elles sont apparues pour la première fois à Bahia en vendant de l'acarajé au XIXe siècle. Les bénéfices de la vente d'acarajé ont été utilisés à la fois pour acheter la liberté des membres de la famille réduits en esclavage jusqu'à l'abolition de l'esclavage au Brésil en 1888 ; sa vente a également servi de source de revenus pour la famille. La ville compte aujourd'hui plus de 500 vendeurs d'acarajé. L'image de ces femmes, souvent simplement appelées baianas, apparaît fréquemment dans les œuvres d'art de la région de Bahia. L'acarajé est cependant également disponible en dehors de l'État de Bahia, notamment dans les rues de l'État voisin de Sergipe et sur les marchés de Rio de Janeiro.

## Usages dans le culte candomblé
L'acarajé est un aliment rituel essentiel utilisé dans les traditions religieuses afro-brésiliennes telles que le candomblé. Le premier acarajé d'un rituel de candomblé est offert à l'orixá Exu. Leur taille varie en fonction de leur offrande à une divinité spécifique : les grands acarajé ronds sont offerts à Xangô ; les plus petits sont offerts à Iansã. Les petits acarajé de la taille d'un beignet sont offerts aux erês, ou esprits enfants. L'acarajé est utilisé dans les rituels du candomblé dans les États de Bahia,  Rio de Janeiro, São Paulo, Pernambuco, Alagoas, Sergipe et Maranhão. Il est étroitement lié à l'acaçá, un aliment rituel similaire fait de bouillie de maïs cuite à la vapeur.

### Acarajé de azeite-doce
L'acarajé de azeite-doce est une variété d'acarajé frit dans une huile autre que l'huile de palme. L'huile d'olive ou d'autres huiles végétales sont généralement utilisées. L'carajé de azeite-doce est utilisé dans les offrandes de Candomblé aux orixás avec une interdiction rituelle de l'utilisation de l'huile de palme. Cette variété se trouve dans les États de Bahia et de Rio de Janeiro.

### Acarajé de Xangô (Sango)
L'acarajé de Xangô (Àkàrà tí Ṣangó) est une variété d'acarajé offerte à l'orixá Xangô, connue sous le nom d'òriṣà Ṣangó dans la culture Yoruba. Il est fabriqué à partir des mêmes ingrédients que la forme commune mais considérablement allongée. Cette variété se trouve sur le plateau rituel d'amalá offert à Xangô. Cette variété se trouve dans les États de Bahia et de Rio de Janeiro.

## Statut protégé
L'acarajé a été classé au patrimoine historique immatériel national (patrimônio nacional imaterial) par l'Institut national du patrimoine historique et artistique en 2004 ; le rôle des baianas dans la préparation et la vente de l'acarajé a été reconnu dans la même loi. En octobre 2023, Rio de Janeiro a déclaré le beignet comme faisant partie du patrimoine culturel de cette ville.

## Nutrition
L'akara est une bonne source de protéines, de glucides, de vitamines et de minéraux tels que le calcium, le fer et le zinc, bien que sa valeur nutritionnelle soit généralement réduite par la présence de facteurs antinutritionnels tels que les phytates, les fibres, les lectines, les polyphénols et les tanins qui affectent la biodisponibilité des minéraux.

## Dans la culture populaire
L'akara (acarajé) a été présenté dans la série télévisée Netflix Street Food volume 2, qui se concentrait sur les aliments de rue d'Amérique latine.